# RMS 모리타니아 (1906년)

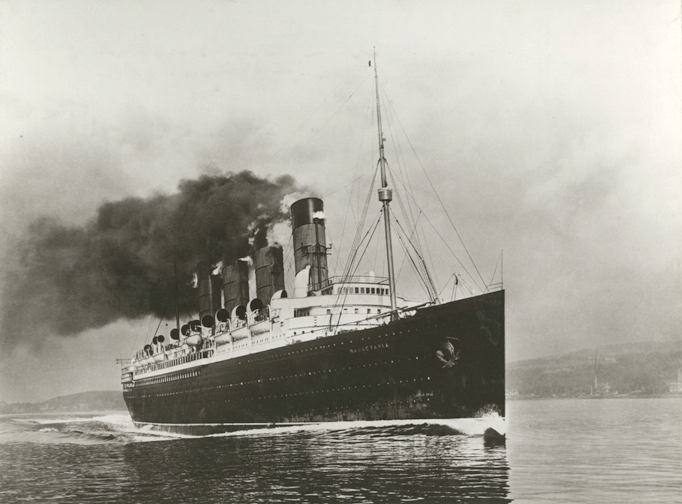
RMS 모리타니아

RMS 모리타니아(RMS Mauretania)는 1906년에 만들어져 1935년에 폐기된 큐나드사의 선박이다.

## 개요
당시 큐나드사와 화이트사는 여객선 경쟁을 하고 있었는데 당시 큐나드사는 RMS 루시타니아를 미리 만든 상태였고 화이트사는 RMS 타이타닉, HMHS 브리타닉, RMS 올림픽을 만들었다. 그래서 이 배도 만들어진 것이다.